# Ministrowie lotnictwa (Wielka Brytania)

## Przewodniczący Zarządu Lotnictwa
| Przewodniczący                               | Czas urzędowania                    |
| -------------------------------------------- | ----------------------------------- |
| George Curzon, 1. hrabia Curzon of Kedleston | 15 maja 1916 – 3 stycznia 1917      |
| Weetman Pearson, 1. wicehrabia Cowdray       | 3 stycznia 1917 – 26 listopada 1917 |

## Przewodniczący Rady Lotnictwa
| Przewodniczący                         | Czas urzędowania                     |
| -------------------------------------- | ------------------------------------ |
| Harold Harmsworth, 1. baron Rothermere | 26 listopada 1917 – 26 kwietnia 1918 |
| William Weir, 1. baron Weir            | 26 kwietnia 1918 – 10 stycznia 1919  |

## Ministrowie lotnictwa
| Minister                                            | Czas urzędowania                           |
| --------------------------------------------------- | ------------------------------------------ |
| Winston Churchill                                   | 10 stycznia 1919 – 1 kwietnia 1921         |
| Frederick Guest                                     | 1 kwietnia 1921 – 19 października 1922     |
| Samuel Hoare                                        | 31 października 1922 – 22 stycznia 1924    |
| Christopher Thomson, 1. baron Thomson               | 22 stycznia 1924 – 3 listopada 1924        |
| Samuel Hoare                                        | 6 listopada 1924 – 4 czerwca 1929          |
| Christopher Thomson, 1. baron Thomson               | 7 czerwca 1929 – 5 października 1930       |
| William Mackenzie                                   | 14 października 1930 – 5 listopada 1931    |
| Charles Vane-Tempest-Stewart, 7. markiz Londonderry | 5 listopada 1931 – 7 czerwca 1935          |
| Philip Cunliffe-Lister, 1. wicehrabia Swinton       | 7 czerwca 1935 – 16 maja 1938              |
| Kingsley Wood                                       | 16 maja 1938 – 3 kwietnia 1940             |
| Samuel Hoare                                        | 3 kwietnia 1940 – 11 maja 1940             |
| Archibald Sinclair                                  | 11 maja 1940 – 23 maja 1945                |
| Harold Macmillan                                    | 25 maja 1945 – 26 lipca 1945               |
| William Benn, 1. wicehrabia Stansgate               | 3 sierpnia 1945 – 4 października 1946      |
| Philip Noel-Baker                                   | 4 października 1946 – 7 października 1947  |
| Arthur Henderson                                    | 7 października 1947 – 26 października 1951 |
| William Sidney, 6. baron De L’Isle i Dudley         | 31 października 1951 – 20 grudnia 1955     |
| Nigel Birch                                         | 20 grudnia 1955 – 16 stycznia 1957         |
| George Ward                                         | 16 stycznia 1957 – 28 października 1960    |
| Julian Amery                                        | 28 października 1960 – 16 lipca 1962       |
| Hugh Fraser                                         | 16 lipca 1962 – 1 kwietnia 1964            |